# Claude de la Colombière

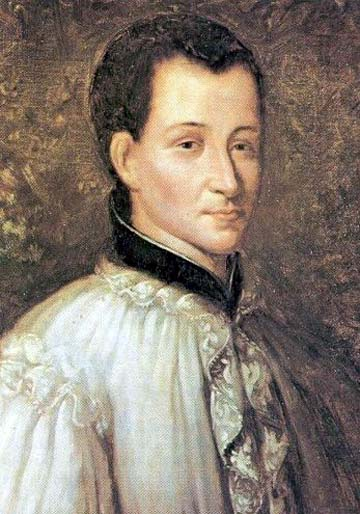
Hl. Claude de la Colombière

Claude de la Colombière (* 2. Februar 1641 in Südfrankreich; † 15. Februar 1682 in Paray-le-Monial) war ein französischer Jesuit und wird in der römisch-katholischen Kirche als Heiliger verehrt.

## Leben
Claude de la Colombière wurde am 2. Februar 1641 in Südfrankreich geboren und besuchte die von den Jesuiten geführte Schule in Lyon. 1658 trat er in Avignon in die Gesellschaft Jesu ein. Nach dem Noviziat blieb er ein weiteres Jahr in Avignon, um sein Philosophiestudium abzuschließen, anschließend unterrichtete er bis 1666 am dortigen Gymnasialkolleg. Dann wurde er zum Theologiestudium nach Paris geschickt und am 6. April 1669 zum Priester geweiht. Im folgenden Jahr kehrte er nach Lyon zurück, um dort drei Jahre lang Rhetorik zu unterrichten. Danach war er Prediger in der dem Kolleg angeschlossenen Jesuitenkirche.
Nach Abschluss seines Terziats wurde er 1675 erster Oberer der neuen Jesuitenniederlassung in Paray-le-Monial. In diesem Ort befand sich auch ein Frauenkloster vom Orden der Heimsuchung, in dem der heiligen Mystikerin Margareta Maria Alacoque (franz. Marguerite Marie Alacoque) von Gott die Geheimnisse seines Heiligen Herzens offenbart wurden. Sie litt sehr darunter, dass ihre Visionen im Orden missverstanden wurden, und in dieser Zeit erhielt sie von Gott die Zusicherung, dass er ihr „seinen treuen Diener und perfekten Freund“ schicken würde, der sie nicht nur verstehen, sondern auch geistlich begleiten werde. P. La Colombière besuchte bereits einige Tage nach seiner Ankunft in Paray, im Februar 1675, das Kloster, und Sr. Alacoque öffnete ihm ihr Herz und berichtete von ihren Erscheinungen. Er bestätigte, dass diese Offenbarungen wirklich von Gott stammten.
Im Juni 1675 hatte Marguerite Marie Alacoque eine Erscheinung, bei der Gott ihr auftrug, für die Einführung des Herz-Jesu-Festes am Freitag nach der Fronleichnamsoktav Sorge zu tragen und auch P. La Colombière zu veranlassen, alles zu tun, um die Herz-Jesu-Verehrung zu verbreiten. La Colombière blieb nur bis 1676 in Paray-le-Monial und wurde dann als Prediger zur Herzogin von York nach London gesandt. Obwohl England anglikanisch war, hatte König Karl II. seinem zum Katholizismus konvertierten Bruder, dem Herzog von York, gestattet, eine eigene Kapelle im Palast von St. James einzurichten, deren Kaplan von außerhalb Englands kommen musste. P. La Colombière begeisterte auch die katholische Herzogin für die Herz-Jesu-Verehrung, und so war sie das erste Mitglied eines Königshauses, das Papst Innozenz XII. bat, einen offiziellen Herz-Jesu-Feiertag einzuführen.
Doch das königliche Wohlwollen konnte den Jesuiten nicht vor Verrat schützen: Im November 1678 beschuldigte ihn ein Franzose, der sich damit eine Belohnung verdienen wollte, eines Komplotts gegen König und Parlament. Er wurde eingekerkert und nach einem Monat auf Vermittlung des französischen Gesandten freigelassen, aber seine Gesundheit war bereits zerrüttet.
Er kehrte nach Lyon in Frankreich zurück und wurde an der Schule, an der er seinerzeit unterrichtet hatte, geistlicher Begleiter der jungen Jesuiten. Er predigte weiter über das Heilige Herz Jesu, und als seine Gesundheit sich nicht besserte, sandten ihn seine Oberen 1681 erneut nach Paray-le-Monial, wo er am 15. Februar 1682 starb.
Acht Jahre nach ihm starb dort auch die später ebenfalls heiliggesprochene Marguerite Marie Alacoque: Ihr gemeinsames Anliegen eines Herz-Jesu-Festes wurde schrittweise Wirklichkeit, und im Jahr 1856 für die gesamte lateinische Kirche eingeführt. Das Bild des flammenden Herzens mit Kreuz und Dornenkrone folgt einer Vision der Marguerite Marie Alacoque.
Claude La Colombière wurde 1929 von Papst Pius XI. selig- und 1992 von Papst Johannes Paul II. heiliggesprochen. Sein Gedenktag ist der 15. Februar.

## Werke
- Claude de la Colombière: Réfléction 39: Der hl. Johannes, der Freund Jesu Christi. In: Éscrits Spirituels, introduction et notes par André Ravier, Paris, 2. Auflage. 1982, S. 484–488; übersetzt und zitiert in: Andreas Schmidt: Gibt es Freundschaft? Adamas Verlag, Köln 2012, ISBN 978-3-937626-19-2, S. 94–98.